# Cson
A cson (hangul: 전, handzsa: 煎, RR: jeon) serpenyőben sütött palacsintaszerű koreai ételek elnevezése. Készülhet tojással, liszttel vagy valamilyen tésztaszerű keverékkel, húsfélékből, zöldségekből, kimcshi (kimchi)ből, tenger gyümölcseiből és édes változatai is vannak.
A cson (jeon)t pancshan (banchan)ként fogyasztják, lehet előétel vagy andzsu (anju) (안주), azaz alkoholos italok mellé felszolgált harapnivaló és utcai ételként is népszerű. A cson (jeon) a cseszaszang (jesasang) (제사상), a csesza (jesa) (áldozat bemutatása az ősöknek) ünnepségek megterített asztalának egyik fontos eleme. A csesza (jesa) során felkínált cson (jeon) neve kannap (gannap) (간납) vagy kannam (gannam) (간남). Ez általában nyárson sütött marhamájjal, pacallal, hallal és zöldségekkel készül.

## Változatok

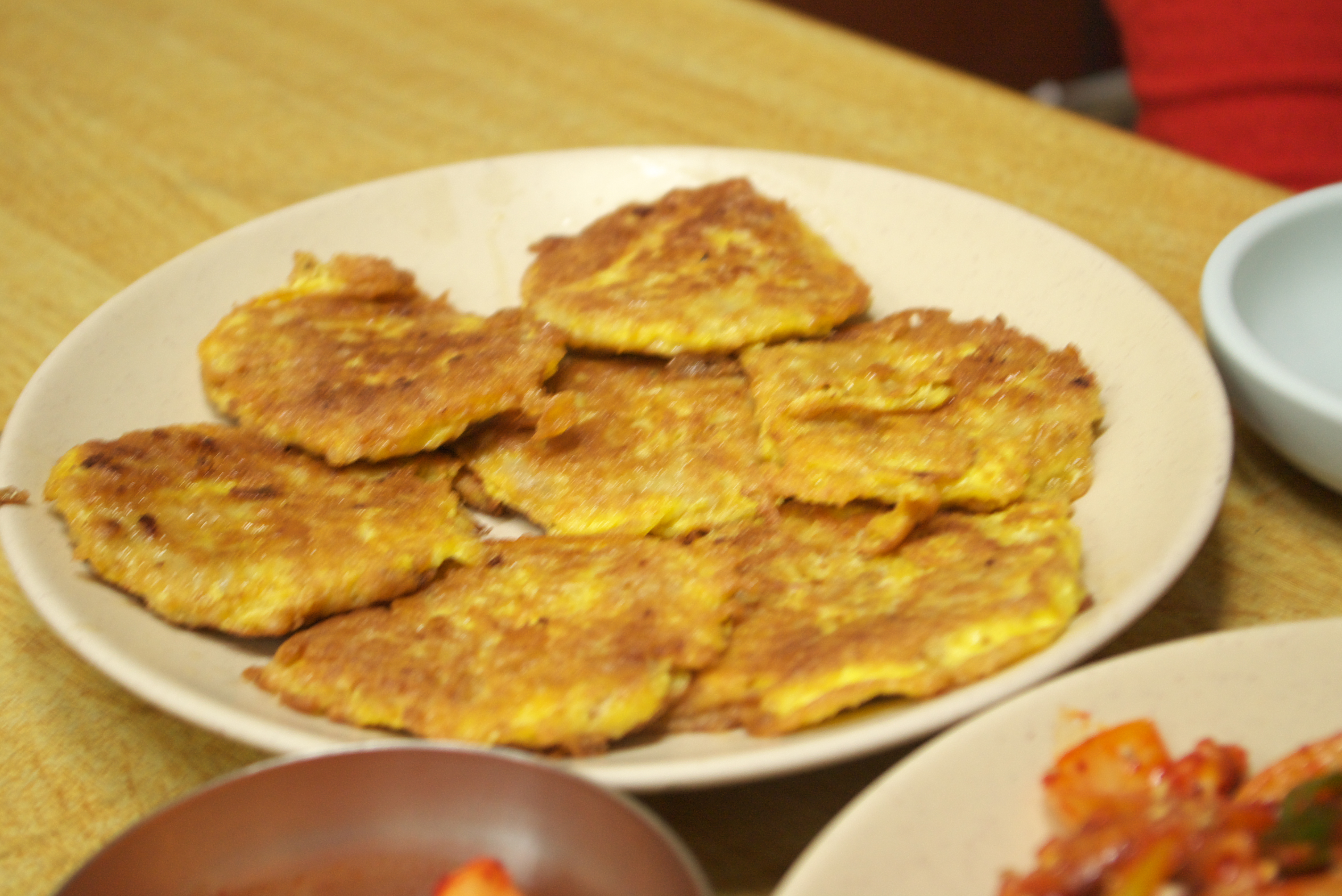
szengszondzson (saengsonjeon) (halas)

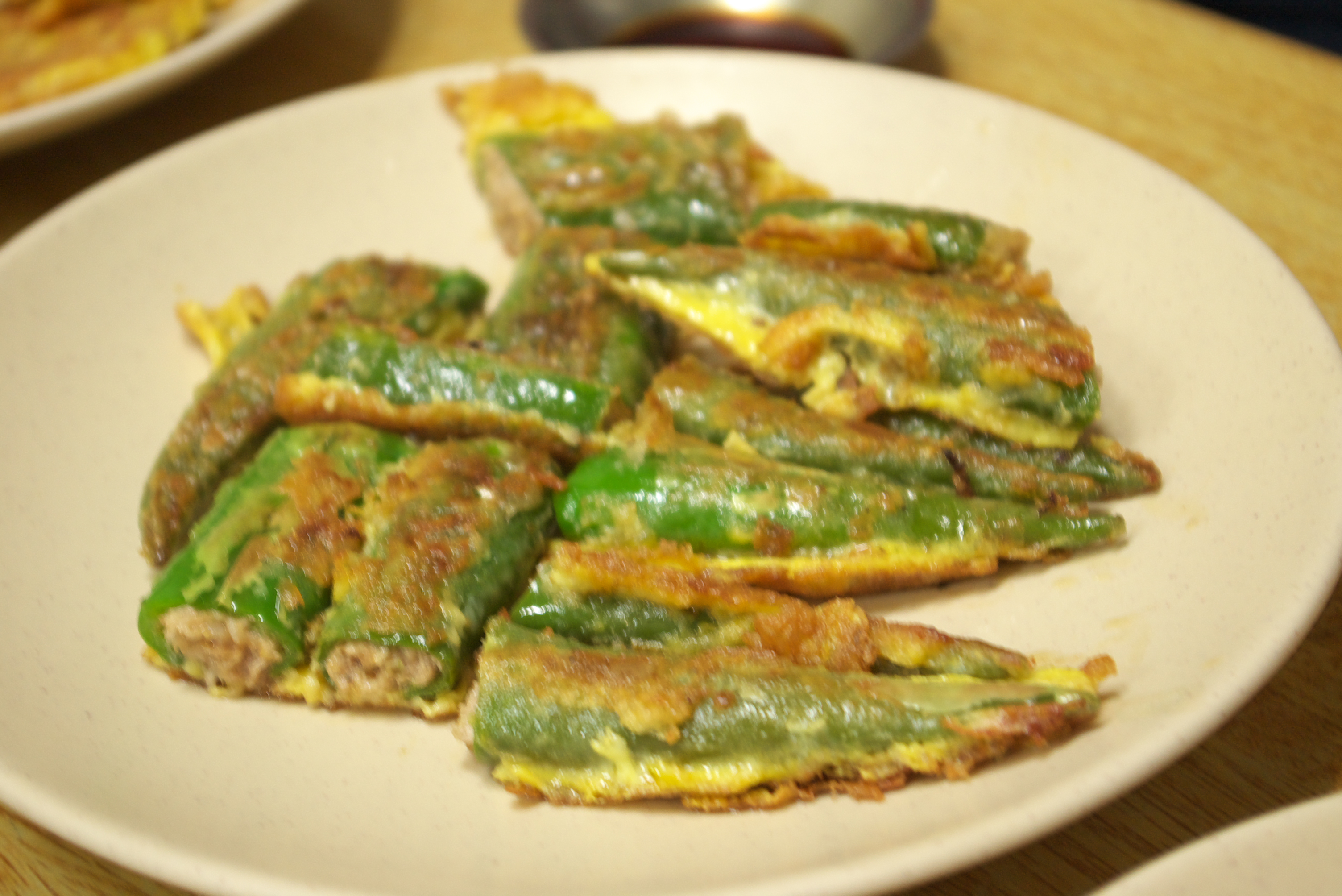
kocshudzson (gochujeon) (zöld csilipaprikából)

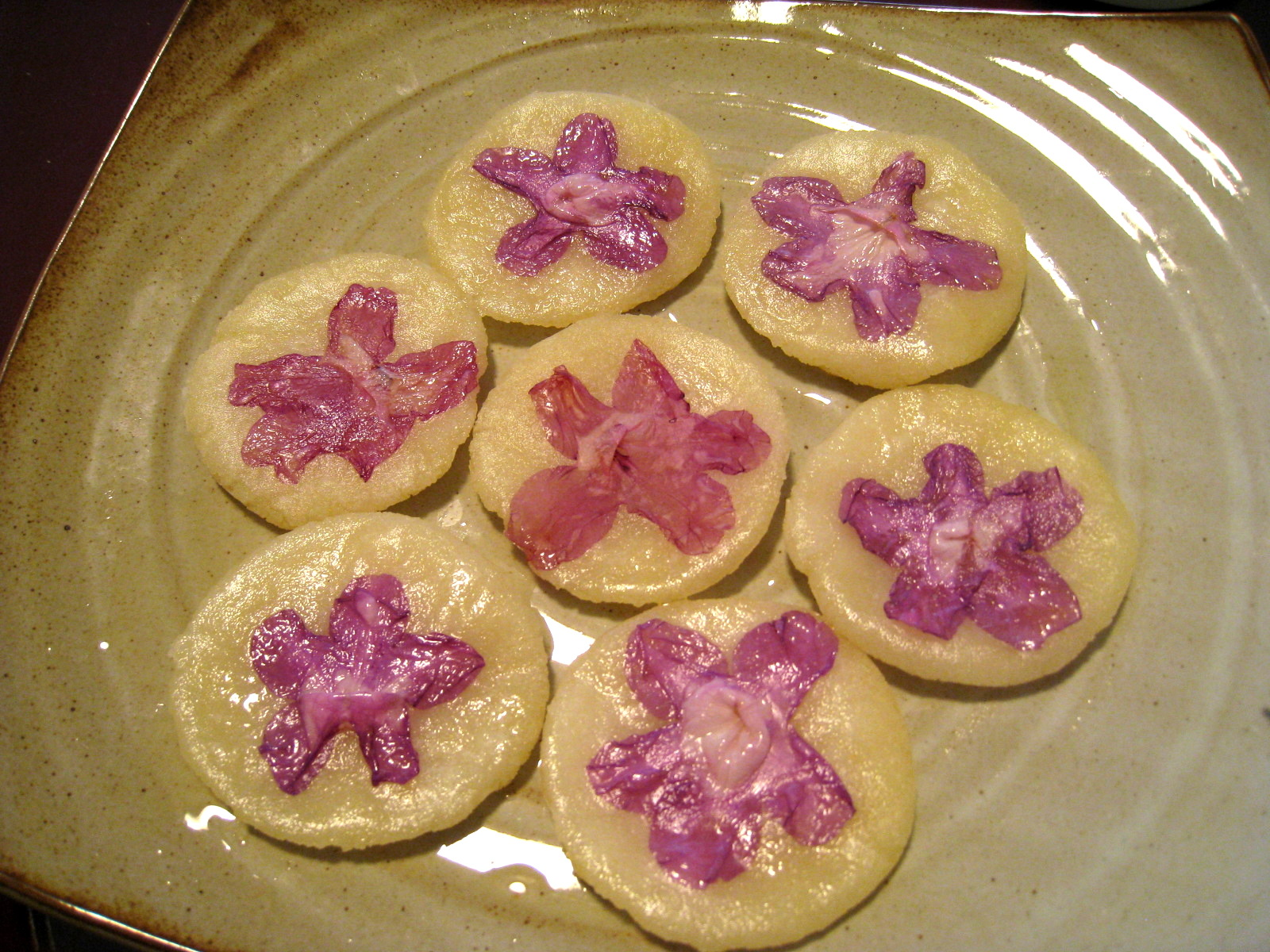
hvadzson (hwajeon), ehető virágszirmokkal

### Húsos
- cshonjopcson (cheonyeopjeon) (처녑전): pacalból[4]
- jukcson (yukjeon) (육전 / 肉煎): marhahúscafatokkal[5]
- kandzson (ganjeon) (간전): marhamájjal[6]
- tonggurang tteng (donggeurang ddaeng) (동그랑땡) vagyvandzsadzson (wanjajeon) (완자전): tojásban sütött, tofuval, hússal, zöldségekkel készült golyók[7][8]

### Zöldséges
- hobakcson (hobakjeon) (호박전): cukkinivel[9]
- jongundzson (yeongeunjeon) (연근전): lótuszgyökérből[10]
- kadzsidzson (gajijeon) (가지전): padlizsánból[11]
- kamdzsadzson (gamjajeon) (감자전): burgonyával[12]
- kimcshidzson (kimchijeon) (김치전): érett kimcshi (kimchi)vel[1]
- kocshudzson (gochujeon) (고추전): csilipaprikából[13]
- koszaridzson (gosarijeon) (고사리전): saspáfrányból (Pteridium aquilinum)[14]
- phadzson (pajeon) (파전): újhagymás[1]
- phjogodzson (pyogojeon) (표고전): siitake gombával és marhahússal[15]
- todokcson (dodeokjeon) (더덕전): Codonopsis lanceolata (a harangvirágfélék közé tartozó növény) gyökeréből[16]

### Hal és tenger gyümölcsei
- kuldzson (guljeon) (굴전): osztrigával[17]
- minodzson (mineojeon) (민어전 / 民魚煎): árnyékhalból[18]
- szengszondzson (saengseonjeon) (생선전): hal tojásban[19]
- szeudzson (saeujeon) (새우전): garnélával[20]
- tegudzson (daegujeon) (대구전 / 大口煎): csendes-óceáni tőkehalból[21]
- tehadzson (daehajeon) (대하전): rákhússal[22]

### Egyéb
- hvadzson (hwajeon) (화전): édes palacsinta, ehető virágszirmokból (mint az azálea vagy a krizantém)[23]
- memildzson (memiljeon) (메밀전): hajdinából[24]
- pindettok (bindaetteok) (빈대떡): mungóbabőrleményből készül, zöldségekkel, tenger gyümölcseivel vagy hússal[25]
- tubudzson (dubujeon) (두부전): tofuból[26]